# Tilinger Attila
Tilinger Attila (Nagyatád, 1981. december 25. –) magyar énekes, televíziós műsorvezető, zenei producer, újságíró. A Házibuli Attilával című televíziós műsor műsorvezetője, valamint a Reflektoronline.com online média tartalomigazgatója, újságírója, a MÚOSZ tagja.

## Pályafutása

### Televízió
Attila 2002-ben egy országos tehetségkutató műsor győzteseként kezdte meg televíziós tevékenységét műsorvezető – producerként a Budapest Európa Televíziónál.
2007-től a Hálózat Televízióval kötött szerződést a "Házibuli Attilával" című zenei műsorral. 2011-ben egy évig a Nóta TV (mai Sláger TV) műsorvezető producere, még szintén ebben az évben producerként egy éven át az Echo TV-nél dolgozott. 2012. január 1-től az RTL Group televíziós csatornáin látható népszerű műsora a Muzsika TV, illetve a RTL+ csatornákon.
2014 szeptemberétől műsorát az RTL Klub is sugározza. Ez Attila pályafutásának eddigi csúcsa, és a hatodik televíziós csatorna, amelyen dolgozik.

### Kiadói - zenei produceri munkássága
2014-től a Strong Record Hanglemezkiadó művészeti vezetője és vezető producere, majd 2017-től a vezérigazgatója.
A kiadó többek között olyan neves előadók kiadványait tudhatja magáénak, mint a népszerű tinisztár Szabyest, az X-Faktor győztes Tóth Andi, vagy épp az X Faktor valaha volt legsikeresebb zenekara, a Tha Shudras, illetve a fiatal generáció egyik kedvenc együttese, a Pola.
Zenei producerként és menedzserként 2010 óta a Magic of Music popformáció, 2014 óta a Megasztár ezüstérmesének, Fekete Dávidnak, majd 2018 januárjától a magyar Justin Bieberként berobbant Kövesdi Ákosnak a producer – managere. 2019- óta a mulatós zene legismertebb énekesnőjének, Suzynak menedzsere. 
2023 év végén szerződést kötött a 19 éves lírai tenorral, Bradics Jácinttal, akinek dalszerzőjeként és menedzserekén tevékenykedik. Az énekesnek Attila megírta a "Miért félnék álmodni" című bemutatkozó dalát, amely 2024 januárjában bejutott az MTVA "A Dal 2024" nemzeti dalválasztó műsorának élőshowjába. Bradics Jácint debütáló dalát a Petőfi Tv is bemutatta, de játssza a Petőfi Rádió is. A fiatal énekes első albumának dalait a Strong Record Hanglemezkiadó 2024 év végén tervezi megjelentetni.
A kiadó zenei kiadványai hetente ott vannak a Mahasz slágerlistáin és legeladottabb albumainak toplistáin.

### Zene
Attila 2002-ben indult el komolyabb szinten a zenei pályán, miután az adódó televíziós lehetőségek miatt kilépett a nagyatádi Effect Team zenekarból, ahol 5 éven keresztül volt az együttes énekese. Kaszás Péter zeneszerző – szövegíró látta meg benne azt az előadót, akivé 15 év alatt fejlődött. Első lemezére is a nívó díjas szerző írta a dalokat, amely nem hozta meg a várt sikert.
A második albumra 4 évet kellett várni, amelyet egy fővárosi színházban mutatott be teltház előtt. A "Boldogság merre jársz?" album 4 hónap alatt aranylemez lett. A lemez címadó dalát Tölgyes Csabával, a fiatal és rendkívül tehetséges szövegíróval Attila már közösen írta. A további albumokon Kaszás Péter, Tölgyes Csaba és Tilinger Attila "mesterhármasként" dolgozott össze és ennek a közös munkának gyümölcse rendre pillanatok alatt érett be.
2012-ig 7 arany és 1 platinalemezt zsebeltek be, emellett Attila megkapta a Zámbó Jimmy emlékdíjat, a Platina Mikrofon közönségdíjat is. 2012-ben Tölgyes Csaba tragikus halálát követően Attila pályája 2 évre lelassult, Attila ezt az időszakot azzal magyarázta, hogy "komolyan át kell gondolnia a jövőt és az előtte álló feladatokat, ehhez pedig pihenésre van szüksége".
Két kihagyott év után 2014-ben Csaba szövegeiből írt új dalaival, valamint egyedül írt vadonatúj slágereivel ismét elfoglalta méltó helyét a lírai dalok előadói között.
2015-ben az "Érints meg még egyszer" című lemezére Kaszás Péter kettő dala mellett az összes dalt szerzőként is Attila jegyezte, az album nagysikerű lemezbemutatójáról több napi és hetilap is oldalas terjedelemben számolt be. A lemezt 2016-ban Fonogram – díjra jelölték "az év slágerzenei albuma" kategóriában.
Még ez év októberében Attilát az "év slágerzenei előadója" kategóriában nevezték az Arany Hangjegy – Díjra, amelyet a közönség szavazatai alapján nagy fölénnyel megnyert.
2017-ben megjelent az "Ez az út az az út" című vadonatúj stúdióalbuma, amely 11 hétig volt az első 5 helyezett között a MAHASZ hazai lemezeladási listáján és rekordidő alatt, mindössze 6 hét alatt lett aranylemez. Az új album vérfrissítés volt Attila zenei pályáján, aki Kolozsvári Tamás zenei producerrel közösen egy újabb, lendületesebb, fiatalosabb Attilát adott a romantikus popzene rajongóinak. Az album címadó dalához elkészült agy videóklip is, amelynek nézettsége nagyon gyorsan lépte át az egymilliós megtekintést. Producerként is komoly sikereket tudhat magáénak, ő egyengette pályáját a többszörös aranylemezes pop-musical triónak, a Magic of Music együttesnek, de jelenleg is Fekete Dávid, valamint 2018 januárjától a magyar Justin Bieberként is aposztrofált Kövesdi Ákosnak producere. Attila legújabb lemeze 2019 június 29-én jelent meg, amely rekord idő alatt, mindössze 4 hét alatt lett arany, majd rá kettő hétre platinalemez. Ez Attila pályafutásának eddigi legsikeresebb lemeze, amelyen már hallható, hogy az énekes elmozdul a pop-rock irányba. Az élő hangszerekkel megkomponált dalok Attila nyári turnéján hatalmas sikert arattak. 2019 december 21-én Adventi élő koncertre, majd 2021-ben új nagylemezzel készül megjelenni az énekes.

## Diszkográfia
- Szívünkben minden megy tovább (2003)
- Boldogság merre jársz? (2006) aranylemez
- Próbáltalak elfeledni (2007) aranylemez
- Ki ölel majd át? (maxi CD, 2007) arany és platinalemez
- Ne ígérj sohasem (2008) aranylemez
- Egyszer eljön a boldogság (2009) aranylemez
- Érted születtem (2010) aranylemez
- 10 ÉV – Jubileumi album (2012)
- Érintsd meg a szívem (2012)
- Van, ami sosem múlik el (2014)
- Érints meg még egyszer (2015) aranylemez
- Best Of Attila (2016) aranylemez
- Ez az út, az az út (2017) aranylemez
- Szárnyak nélkül (2019) arany és platinalemez
- Infiltration (2021) aranylemez
- XV. (2023)

Válogatáslemezek
- Szerelmi vallomások (2006)
- Házibuli Attilával és Barátaival (2006)
- Házibuli Attilával és Barátaival I. (2009)
- Házibuli Attilával és Barátaival II. (2009)
- Nagy Házibuli Lemez I. (2014)
- Nagy Házibuli Lemez II. (2015.)
- Nagy Házibuli Lemez III (2020) aranylemez
- Nagy Házibuli Lemez IV (2020) aranylemez
- Attila – Gyűjteményes válogatás *  3 CD (2010)
- Attila – Gyűjteményes válogatás II. *  3 CD (2010)
- Nagy Romantikus Lemez I. (2016) * aranylemez
- Nagy Romantikus Lemez II. (2016) * aranylemez
- Best Of Attila 2010-2015 (2020) aranylemez
- Best Of Attila 2016-2020 (2021) aranylemez
- Nagy Házibuli Lemez V (2022) aranylemez
- Nagy Házibuli Lemez VI (2022) aranylemez
- Nagy Házibuli Lemez VII (2023)
- Nagy Házibuli Lemez VIII (2020) aranylemez

## Televíziós munkái
- 2002 – 2006 Budapest Televízió (Házibuli Attilával)
- 2007 – 2013 Hálózat Televízió (Házibuli Attilával, Sztárok a konyhában, Tabu Tv Sztárhíradó, SlágerMix Attilával)
- 2011 – 2012 Echo TV (SlágerFesztivál Magyar Rózsával – producer)
- 2011 – Nóta Tv (Házibuli Attilával)  2012 – 2013 RTL+ (Házibuli Attilával)
- 2014 – 2017 RTL Klub (Házibuli Attilával)
- 2012 – től folyamatosan Muzsika Tv (Házibuli Attilával)

## Díjai, elismerései
- Zámbó Jimmy Emlékdíj (2006)
- Platina Mikrofon Díj[forrás?] (2012)
- Fonogram Díj jelölés (2016) – Érints meg még egyszer CD
- Arany Hangjegy Díj – az év slágerzenei előadója (2016)
- Magyar Toleranciadíj (2010)
- Magyar Jótékonysági Díj (2020)
- A Strong Record kiadó legsikeresebb szerzője (2023)